# Kościół św. Jana Chrzciciela w Ludomach
Kościół św. Jana Chrzciciela – rzymskokatolicki kościół parafialny znajdujący się we wsi Ludomy, w województwie wielkopolskim, gminie Ryczywół.

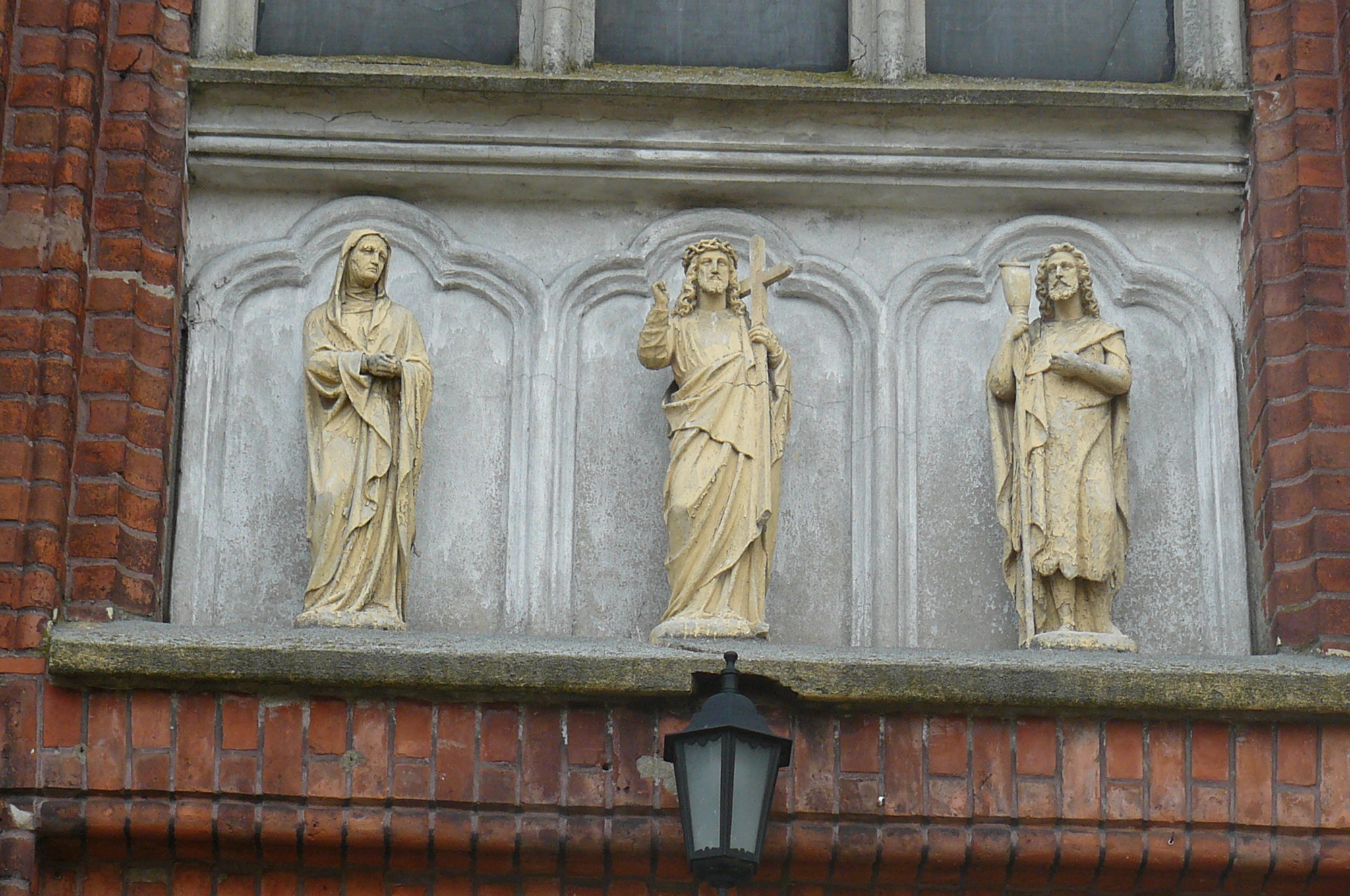
Rzeźby nad portalem

Trójnawowa, orientowana świątynia została wybudowana w latach 1868-1871 na niewielkim wzniesieniu, będącym widokową dominantą wsi. Kościół zbudowano na planie prostokąta, z wieżą o kwadratowym rzucie. Prezbiterium ujęte jest po bokach prostokątnymi zakrystiami. Nad portalem wejściowym, pod wieżą, trzy rzeźby przedstawiające Matkę Boską, Jezusa i św. Jana Chrzciciela. Wewnątrz sklepienie krzyżowe nad nawą główną, a gwiaździste nad nawami bocznymi. Sklepienie w prezbiterium sieciowo-gwiaździste, z wyraźnie zaznaczonymi żebrami ujętymi zwornikiem. W środku rzeźby barokowe i obraz Matki Boskiej z Dzieciątkiem na desce (początek XVII wieku) okryty sukienką pochodzącą z 1723 (Matka Boska Ludomska). W nawach znajdują się zamurowane zejścia do grobowców rodzinnych Grabowskich oraz Łakomickich. Ołtarz główny (gips) pochodzi z 1880 i zawiera obraz Chrzest Chrystusa, który jest kopią oryginału z 1871 wykonaną w 1954. Oryginał znajduje się w Muzeum Archidiecezjalnym w Poznaniu. Tabernakulum z drewna dębowego wykonano w 1954. Ołtarze boczne pochodzą z 1880. Organy wykonali bracia Walter w Żaganiu w 1871. Kropielnica z drewna, bogato rzeźbiona, pochodzi z 1 połowy XVIII wieku. Przy kościele rośnie lipa drobnolistna o obwodzie 370 cm.
W pobliżu wejścia znajduje się grób ks. Stanisława Wysockiego (2.9.1861-25.4.1917), proboszcza ludomskiego w latach 1900-1917.